# Jean-Herman Faber
Jean-Herman Faber est un peintre d'histoire et de portraits né le 18 juillet 1734 à Lüdenscheid et mort le 13 juillet 1800 à Bruxelles.

## Biographie
Johann Hermann Faber est admis à la Gilde de Saint-Luc d'Anvers en 1753 et inscrit à l'Académie d'Anvers en 1757 avec la mention : « de Ludenscheyt en Westphalie, habitant Elberfeldt ». Il y obtient une troisième place, derrière François-Louis Lonsing et Mets et un prix en 1759. Il est également l'élève de Jan Josef Horemans (en).
Installé à Bruxelles, il y prend part à la fondation d'une académie libre.
Il est le père de Frédéric Théodore Faber, qui sera son élève.

## Galerie

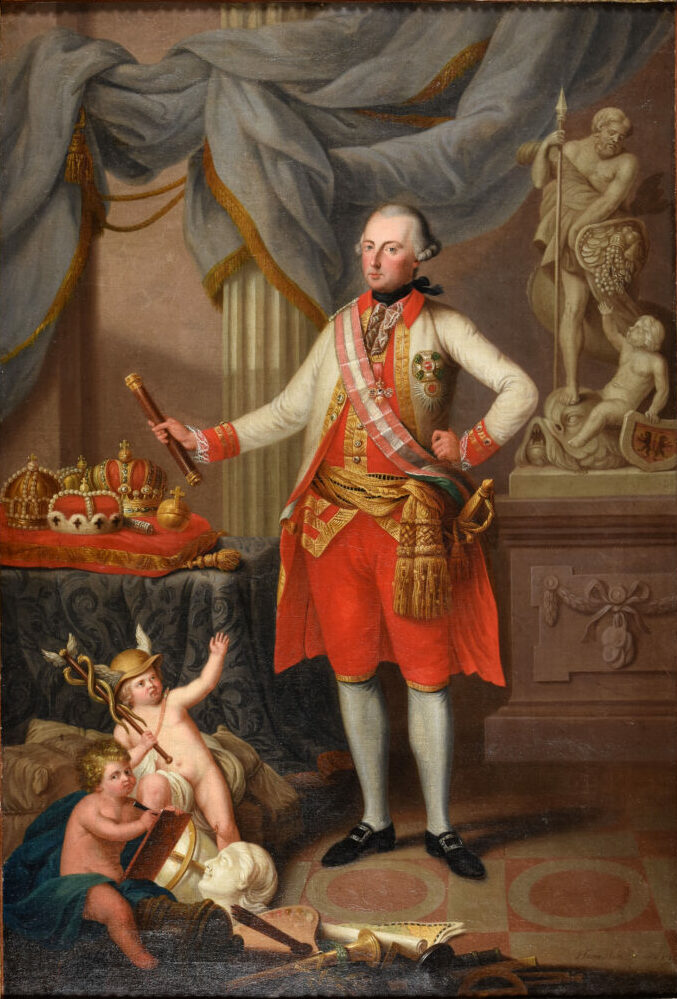
Portrait de Joseph II
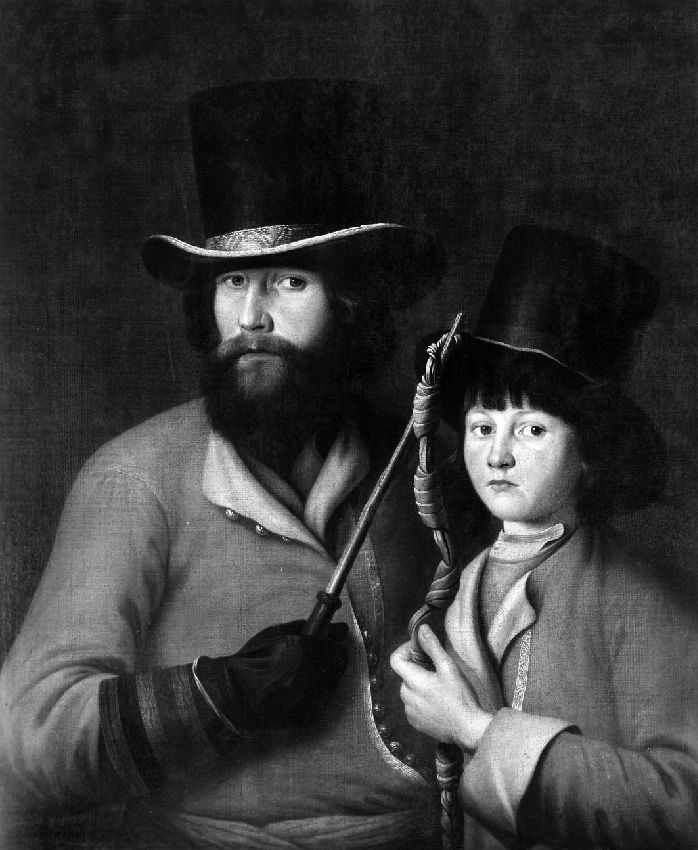
Portrait du cocher russe et le postillon du Prince Charles Joseph de Ligne (château des Princes de Ligne)
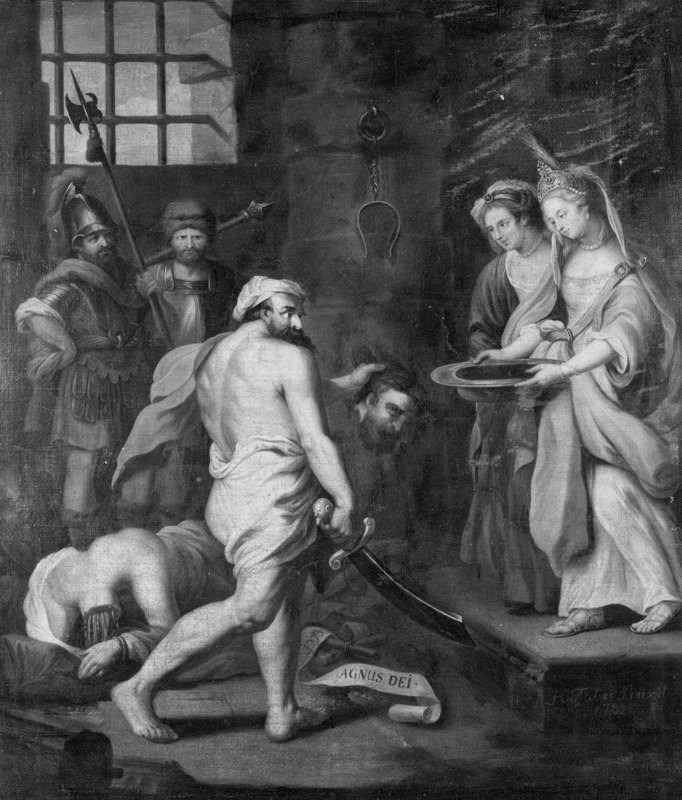
Décollation de Saint Jean Baptiste (Église Saint-Jean-Baptiste-au-Béguinage)